# Wilhelm Wolff
Wilhelm Friedrich Wolff, född 21 juni 1809 i Tarnów, död 9 maj 1864 i Manchester, var en tysk lärare, publicist och politiker. 1831 blev han aktiv inom radikala studentorganisationer, något som senare ledde till fängelsevistelse mellan 1834 och 1838. Under 1846 blev han under sin tid i Bryssel nära vän med Karl Marx och Friedrich Engels. Han var aktiv inom Bryssels kommunistiska korrespondenskommitté och medlem av Bund der Gerechten och var dessutom en av grundarna av Kommunisternas förbund (1848). Där hade han en plats i dess centrala styre. Under 1848–1849 arbetade han som redaktör på Neue Rheinische Zeitung och var även verksam i staden Frankfurts parlament. Han emigrerade till Schweiz 1849 och senare till England 1851. I och med sin död skänkte Wolff en betydande summa till Marx. Gerhart Hauptmanns pjäs Die Weber är baserad på Wolffs uppsats om vävarnas uppror i Schlesien år 1844.
Karl Marx dedicerade första bandet av Kapitalet till Wolff: "Tillägnas min oförgätlige vän. Proletariatets djärve, trogne, ädle förkämpe. Wilhelm Wolff".